# Stazione di Fontebuona
La stazione di Fontebuona è stata una stazione ferroviaria della linea Faentina a servizio dell'omonimo frazione del comune di Vaglia.

## Storia
Fu aperta nel 1999 all'inaugurazione del nuovo tratto, passante per Vaglia, della Faentina.
Privata del servizio viaggiatori nel 2007, fu soppressa definitivamente il 29 luglio 2012.

## Strutture ed impianti

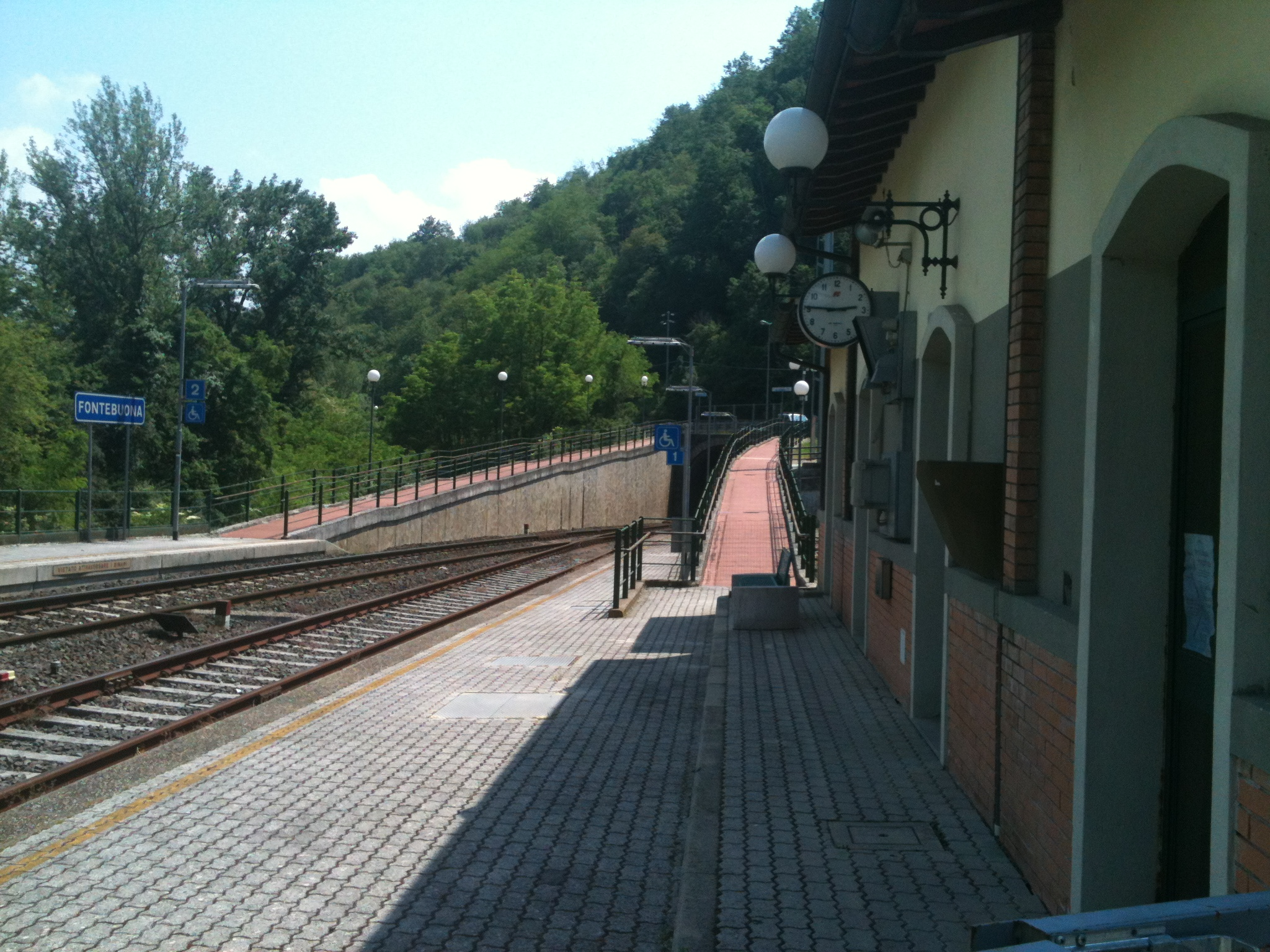
Si nota sul fondo la galleria con il sovrappassaggio tra i due binari

Posta al margine settentrionale di Fontebuona con accesso diretto alla strada statale 65 della Futa, l'impianto è dotato di due binari, panchine coperte e un piccolo parcheggio scambiatore gratuito.
I due binari sono collegati da un sovrappassaggio costituente il marciapiede della soprastante strada statale, all'imboccatura della galleria.

## Servizi
La stazione dispone di:
- Accessibilità per portatori di handicap
- Parcheggio di scambio